# Giuseppe Silicani
Giuseppe Silicani (Carrara, 29 settembre 1881 – Dosso Faiti, 26 ottobre 1917) è stato un militare italiano, decorato di medaglia d'oro al valor militare alla memoria nel corso della prima guerra mondiale.

## Biografia
Nacque a Carrara il 29 settembre 1881, figlio di Eugenio e Antonietta Danesi. Nel 1901, dopo aver sostenuto la visita militare, fu dichiarato abile e inserito nella terza categoria venendo posto in congedo illimitato, lavorando come lizzatore nella locale industria del marmo  e poi emigrò in Sud America. Dopo l'entrata in guerra del Regno d'Italia, avvenuta il 24 maggio 1915, il 7 febbraio 1916 fu chiamato a prestare servizio attivo nel Regio Esercito, e non essendosi presentato il 12 febbraio fu dichiarato temporaneamente disertore. Appena ricevuta la notizia della chiamata alle armi lasciò il Sud America e ritornò in Italia nel mese di novembre presentandosi al suo Distretto Militare il giorno 15 dello stesso mese, dove sul suo foglio matricolare venne aggiunta la nota Presentatosi con giustificato ritardo.  Assegnato alla Milizia Volontaria chiese immediatamente di essere trasferito ai reparti combattenti del Regio Esercito, cosa considerata eccezionale a quel tempo. Fu destinato al deposito di Firenze dell'64º Reggimento fanteria della Brigata Venezia  per ricevere l’addestramento di base. Promosso caporale nel febbraio 1917 fu trasferito alla 1ª Compagnia del 69º Reggimento fanteria della Brigata Ancona che poi raggiunse in zona di operazioni sul Pasubio. Nel corso della decima battaglia dell'Isonzo la Brigata fu trasferita sul fronte del Carso partecipando agli infruttuosi attacchi contro la linea di Flondar, a ridosso della risorgiva del Timavo.
Dopo un breve periodo di riposo a Gradisca fu assegnato al plotone arditi del battaglione ritornando in linea nel settore trincerato di Dosso Faiti, sul Carso. Il 24 ottobre 1917 iniziò la battaglia di Caporetto e il suo reparto sostenne il pesante attacco delle truppe austro-tedesche. Nel posto avanzato dove era stato assegnato come osservatore per le armi pesanti del reggimento, sottoposto a violento e incessante tiro d'artiglieria, che uccise e ferì molti difensori rese importanti servizi di osservazione e di informazione al comando di battaglione. Cadde colpito a morte da una scheggia di granata all'addome mentre ritto in piedi sulla trincea combatteva per respingere, con pochi compagni, l'attacco nemico. Sepolto inizialmente in un cimitero provvisorio a Dosso Faiti, nel dopoguerra la salma fu traslata nel Sacrario di Redipuglia.
Con Decreto Luogotenenziale del 25 maggio 1919 fu insignito della medaglia d'oro al valor militare alla memoria.

### Annotazioni
1. ↑  La Brigata in questi attacchi perse circa 3.000 uomini dei quali 92 ufficiali (uno dei quali era il sottotenente Ezio Babboni, di Carrara decorato con medaglia d'argento al valor militare).

### Fonti
1. 1 2 3 4 5 6  Combattenti Liberazione.
2. ↑  Carolei, Greganti, Modica 1968, p. 172.
3. 1 2 3 4 5  Mille non sono tornati.
4. 1 2 3 4  Mille non sono tornati.
5. 1 2  Coltrinari, Ramaccia 2018, p. 189.
6. ↑  Medaglie d'oro al valor militare sul sito della Presidenza della Repubblica